# ヤンクバ・ミンテ
ヤンクバ・ミンテ・モアト（Yankuba Minteh Moat、2004年7月22日 - ）は、ガンビア出身のサッカー選手。プレミアリーグ・ブライトン・アンド・ホーヴ・アルビオンFC所属。ガンビア代表。ポジションはFW。

## クラブ経歴
2022年の夏にオーデンセBKの下部組織へ加入し、同年9月10日、デンマーク・スーペルリーガのFCコペンハーゲン戦でプロデビューを果たし、同時にプロ初ゴールも挙げた。
2023年6月12日、プレミアリーグのニューカッスル・ユナイテッドFCへ契約年数非公開で完全移籍した。発表から数時間後、2023-24シーズンはフェイエノールトへレンタル移籍することも公表された。
2024年7月1日、ブライトン・アンド・ホーヴ・アルビオンFCに移籍した。同年10月6日、対トッテナム・ホットスパー戦でスタメン出場。1G含む活躍で見事チームを勝利に導いた。